# Norvégia az 1960. évi téli olimpiai játékokon
Norvégia az egyesült államokbeli Squaw Valleyben megrendezett 1960. évi téli olimpiai játékok egyik részt vevő nemzete volt. Az országot az olimpián 6 sportágban 29 sportoló képviselte, akik összesen 6 érmet szereztek.

## Érmesek
| Érem  | Versenyző                                                      | Sportág          | Versenyszám           |
| ----- | -------------------------------------------------------------- | ---------------- | --------------------- |
| Arany | Roald Aas                                                      | Gyorskorcsolya   | Férfi 1500 m          |
| Arany | Knut Johannesen                                                | Gyorskorcsolya   | Férfi 10 000 m        |
| Arany | Håkon Brusveen                                                 | Sífutás          | Férfi 15 km           |
| Ezüst | Tormod Knutsen                                                 | Északi összetett | Egyéni                |
| Ezüst | Knut Johannesen                                                | Gyorskorcsolya   | Férfi 5000 m          |
| Ezüst | Harald Grønningen Hallgeir Brenden Einar Østby Haakon Brusveen | Sífutás          | Férfi 4 × 10 km váltó |

## Alpesisí
Férfi
| Versenyző        | Versenyszám      | 1. futam | 1. futam | 2. futam | 2. futam | Összesítés | Összesítés |
| Versenyző        | Versenyszám      | Idő      | Hely.    | Idő      | Hely.    | Idő        | Helyezés   |
| ---------------- | ---------------- | -------- | -------- | -------- | -------- | ---------- | ---------- |
| Oddvar Rønnestad | Lesiklás         |          |          |          |          | 2:15,4     | 20.*       |
| Oddvar Rønnestad | Műlesiklás       | 1:18,8   | 25.      | 1:04,5   | 15.      | 2:23,3     | 14.        |
| Oddvar Rønnestad | Óriás-műlesiklás |          |          |          |          | 2:23,3     | 51.*       |

Női
| Versenyző              | Versenyszám      | 1. futam | 1. futam | 2. futam | 2. futam | Összesítés | Összesítés |
| Versenyző              | Versenyszám      | Idő      | Hely.    | Idő      | Hely.    | Idő        | Helyezés   |
| ---------------------- | ---------------- | -------- | -------- | -------- | -------- | ---------- | ---------- |
| Inger Bjørnbakken      | Műlesiklás       | 57,3     | 3.       | 1:05,2   | 27.      | 2:02,5     | 14.        |
| Inger Bjørnbakken      | Óriás-műlesiklás |          |          |          |          | 1:45,5     | 20.        |
| Liv Jagge-Christiansen | Lesiklás         |          |          |          |          | 1:51,2     | 30.        |
| Liv Jagge-Christiansen | Műlesiklás       | kizárták | kizárták | kiesett  | kiesett  | kiesett    | kiesett    |
| Liv Jagge-Christiansen | Óriás-műlesiklás |          |          |          |          | 1:46,4     | 24.        |
| Marit Haraldsen        | Lesiklás         |          |          |          |          | 1:42,9     | 12.*       |
| Marit Haraldsen        | Műlesiklás       | 59,8     | 19.      | 1:00,0   | 14.*     | 1:59,8     | 11.        |
| Marit Haraldsen        | Óriás-műlesiklás |          |          |          |          | kizárták   | kizárták   |
| Astrid Sandvik         | Lesiklás         |          |          |          |          | 2:02,9     | 37.        |
| Astrid Sandvik         | Műlesiklás       | 58,1     | 8.       | 1:31,3   | 38.      | 2:29,4     | 36.        |
| Astrid Sandvik         | Óriás-műlesiklás |          |          |          |          | 1:45,4     | 19.        |

* - egy másik versenyzővel azonos eredményt ért el

## Biatlon
| Versenyző       | Lövőhiba | Időeredmény | Helyezés |
| --------------- | -------- | ----------- | -------- |
| Henry Hermansen | 4        | 1:42:20,1   | 10.      |
| Jon Istad       | 4        | 1:44:53,5   | 11.      |
| Ola Wærhaug     | 1        | 1:38:35,8   | 7.       |

## Északi összetett
| Versenyző        | Síugrás  | Síugrás  | Síugrás  | Síugrás  | Síugrás  | Síugrás  | Síugrás | Síugrás | Sífutás   | Sífutás | Sífutás | Összesítés | Összesítés |
| Versenyző        | 1. ugrás | 1. ugrás | 2. ugrás | 2. ugrás | 3. ugrás | 3. ugrás | Össz.   | Össz.   | Sífutás   | Sífutás | Sífutás | Összesítés | Összesítés |
| Versenyző        | Távolság | Pont     | Távolság | Pont     | Távolság | Pont     | Pont    | Hely.   | Idő       | Pont    | Hely.   | Pont       | Helyezés   |
| ---------------- | -------- | -------- | -------- | -------- | -------- | -------- | ------- | ------- | --------- | ------- | ------- | ---------- | ---------- |
| Gunder Gundersen | 58,0     | 101,0    | 61,5     | (100,5)  | 63,0     | 104,5    | 205,5   | 14.**   | 1:01:41,9 | 227,548 | 12.     | 433,048    | 11.        |
| Tormod Knutsen   | 61,5     | 107,0    | 64,5     | (104,5)  | 67,0     | 110,0    | 217,0   | 4.      | 59:31,0   | 236,000 | 5.      | 453,000    |            |
| Arne Larsen      | 57,0     | (99,0)   | 67,0     | 109,0    | 64,5     | 106,0    | 215,0   | 5.      | 1:01:10,1 | 229,613 | 10.     | 444,613    | 6.         |
| Sverre Stenersen | 61,5     | 102,0    | 63,5     | 103,5    | 62,0     | (101,5)  | 205,5   | 14.**   | 1:00:24,0 | 232,581 | 8.      | 438,081    | 7.         |

** - két másik versenyzővel azonos eredményt ért el

## Gyorskorcsolya
Férfi
| Versenyző          | Versenyszám | Eredmény      | Helyezés      |
| ------------------ | ----------- | ------------- | ------------- |
| Nils Aaness        | 500 m       | 42,5          | 24.*          |
| Nils Aaness        | 1500 m      | nem ért célba | nem ért célba |
| Roald Aas          | 1500 m      | 2:10,4        | *             |
| Roald Aas          | 5000 m      | 8:30,1        | 25.           |
| Roald Aas          | 10 000 m    | 17:26,8       | 23.           |
| Hroar Elvenes      | 500 m       | 41,4          | 14.           |
| Hroar Elvenes      | 1500 m      | 2:24,9        | 39.           |
| Alv Gjestvang      | 500 m       | 40,8          | 6.            |
| Knut Johannesen    | 500 m       | 42,3          | 20.***        |
| Knut Johannesen    | 1500 m      | 2:14,5        | 11.           |
| Knut Johannesen    | 5000 m      | 8:00,8        |               |
| Knut Johannesen    | 10 000 m    | 15:46,6       |               |
| Torstein Seiersten | 5000 m      | 8:05,3        | 4.            |
| Torstein Seiersten | 10 000 m    | 16:33,4       | 6.            |

* - egy másik versenyzővel azonos eredményt ért el

*** - három másik versenyzővel azonos eredményt ért el

## Sífutás
Férfi
| Versenyző                                                     | Versenyszám     | Eredmény  | Helyezés |
| ------------------------------------------------------------- | --------------- | --------- | -------- |
| Hallgeir Brenden                                              | 15 km           | 53:10,3   | 12.      |
| Hallgeir Brenden                                              | 30 km           | 1:55:19,8 | 9.       |
| Hallgeir Brenden                                              | 50 km           | 3:08:23,0 | 9.       |
| Håkon Brusveen                                                | 15 km           | 51:55,5   |          |
| Harald Grønningen                                             | 15 km           | 53:02,2   | 11.      |
| Harald Grønningen                                             | 50 km           | 3:11:17,1 | 14.      |
| Oddmund Jensen                                                | 30 km           | 1:55:35,0 | 10.      |
| Oddmund Jensen                                                | 50 km           | 3:09:16,2 | 11.      |
| Magnar Lundemo                                                | 30 km           | 1:58:46,8 | 16.      |
| Einar Østby                                                   | 15 km           | 52:18,0   | 4.*      |
| Sverre Stensheim                                              | 30 km           | 1:59:52,8 | 20.      |
| Sverre Stensheim                                              | 50 km           | 3:08:51,5 | 10.      |
| Harald Grønningen Hallgeir Brenden Einar Østby Håkon Brusveen | 4 × 10 km váltó | 2:18:46,4 |          |

* - egy másik versenyzővel azonos eredményt ért el

## Síugrás
| Versenyző         | 1. ugrás | 1. ugrás | 1. ugrás | 2. ugrás | 2. ugrás | 2. ugrás | Összesítés | Összesítés |
| Versenyző         | Távolság | Pont     | Hely.    | Távolság | Pont     | Hely.    | Pont       | Helyezés   |
| ----------------- | -------- | -------- | -------- | -------- | -------- | -------- | ---------- | ---------- |
| Ole Tom Nord      | 81,0     | 94,6     | 29.      | 82,0     | 105,6    | 10.      | 200,2      | 23.        |
| Kåre Berg         | 83,0     | 100,7    | 19.      | 81,5     | 106,7    | 7.**     | 207,4      | 13.        |
| Halvor Næs        | 86,0     | 103,1    | 16.      | 81,5     | 106,7    | 7.**     | 209,8      | 11.        |
| Torbjørn Yggeseth | 88,5     | 106,6    | 8.       | 82,5     | 109,5    | 4.       | 216,1      | 5.         |

** - két másik versenyzővel azonos eredményt ért el